# 魔法老师 (电影)
《魔法老师》（英語：Absolutely Anything）是由特里·琼斯执导、琼斯与加文·斯科特联袂编剧的2015年英国科幻喜剧片，演员阵容包括西蒙·佩吉、凯特·贝金赛尔、桑吉夫·巴哈斯卡、罗伯·里戈尔、埃迪·伊扎德和乔安娜·拉姆利，配音阵容包括迈克尔·帕林、特里·琼斯、特里·吉列姆、约翰·克里斯、埃里克·艾德尔及罗宾·威廉姆斯。本片是罗宾·威廉姆斯生前的最后作品，也是蒙提·派森所有在世成员自1983年《脱线一箩筐》以来首次集体出演的电影。主体拍摄于2014年3月24日启动，2014年5月12日结束。影片最终于2015年8月14日由狮门影业在英国发行，并于5月28日和10月2日分别在香港和台湾上映。中國定档2016年9月9日上映。

## 剧情
被发射到太空数十年后，一艘载有人类讯息及去往地球路线图的空间探测器被四位“银河委员会”（Galactic Council）的外星人成员寻获。它们抛开由“银河标准协议”（Standard Galactic Protocol）做决定的办事规则，讨论是要毁灭地球，还是让人类加入委员会。它们决定给一位随机挑选的人类做任何想做事情的能力。十天后，若这种能力被用来做好事，外星人会保住地球，让人类加入委员会。如果能力被用来作恶，为了改善银河的道德，地球将被毁灭。
被选中的人类是中学老师尼尔·克拉克（西蒙·佩吉 饰），他整天被古板校长罗宾逊先生（埃迪·伊扎德 饰）欺压。虽然他对作家机构雇员、住在公寓楼他家楼下的凯瑟琳·韦斯特（凯特·贝金赛尔 饰）一见倾心，但却因单身烦心。起初，尼尔对他的超能力浑然不觉，意外导致一艘外星飞船摧毁了学校的一间课室，杀死全班人。银河委员会责备摧毁教室的外星人，但它回应称委员会评估了数以百万计的物种，没有一样通过，全部都被摧毁了。
困惑和焦虑中，尼尔回到家，慢慢发现自己能让他的爱狗丹尼斯（罗宾·威廉姆斯 饰）的便便自己清理掉，让洒出来的威士忌酒流出下水道孔，回到瓶子里。他大喊“死去的人都复活”，不知不觉间让所有死掉的人复活，导致僵尸肆虐。为了扭转局面，他大喊“爆炸没有发生”，立马把自己送回前些天。之后，他让体育老师普林格尔小姐（艾玛·皮尔森 饰）崇拜他的好友雷（桑吉夫·巴哈斯卡 饰）之前，被他打击一番，从而证实他对两人关系的猜测。
未来几天里，尼尔利用他的能力牟取私利，让自己的身体更强壮、阴茎增大，使罗宾逊先生对他点头哈腰，还给了丹尼斯说话的能力。一天晚上，外星人持有的银河超能力瞬间失效，这意味着尼尔什么事情都不能做，时值尼尔迫使凯瑟琳与自己坠入爱河，巧合的是，那一刻醉酒的凯瑟琳在好友的怂恿下要跟尼尔过夜，去敲尼尔的房门。两人一起过夜，结果被一直跟踪凯瑟琳的美军大兵格兰特上校（罗伯·里戈尔 饰）撞见。
次日，克瑟琳去尼尔家讨说法，听见丹尼斯在厨房里大喊大叫，声称自己爱尼尔，建议尼尔“操了那婊子！”。深感反感的凯瑟琳现在认为尼尔是同性恋，暴跳如雷地出去，尼尔立马追上去。恰好，雷出现，声称普林格尔小姐不在感情上崇拜他了，反倒把他当成神灵来信奉。当晚，回到家的凯瑟琳发现格兰特上校在家里等他，她机智地将格兰特锁在房里。尼尔出现，说要跟她做饭，她接受了。吃饭时，格兰特冲入饭席，与尼尔扭打起来，凯瑟琳一怒之下走了出去。尼尔扭断了格兰特的一只手臂，之后又把它修好，从而向格兰特证实了他的超能力。格兰特将失去的尼尔放倒后，将他与丹尼斯一并绑架。尼尔醒来时，格兰特迫使他说一大堆自私且毫无意义的愿望，并威胁称若不服从便开枪射死丹尼斯。
凯瑟琳和雷在格兰特出租的一间公寓里追踪到尼尔，正打算出手相救，不料反倒是尼尔为了脱身，让她疯狂爱上格兰特。重获自由的尼尔将格兰特之前所有愿望逆转过来，还阻止普林格尔信奉雷。一回到家，凯瑟琳恼怒地告诉尼尔，她永远不会爱上一个迫使她做任何自己想做的事情的人，不管他们想什么时候这样干。心灰意冷的尼尔决定利用他的能力解决世界上的难题，他给了世界上所有人想要的足够食物，给所有人梦想中的房子，消除任何人开战的理由。
然而事与愿违，全球肥胖率高攀不下，世界上每一片人迹罕至之地都被开发，一些国家甚至毫无理由便开战。看破凡尘的尼尔带着轻生的念头来到汉默史密斯桥，但他跳进泰晤士河时，丹尼斯也跟着跳河，他不得不救它上岸。坐在汉普斯特德荒野公园的长凳上俯瞰伦敦，丹尼斯建议尼尔超能力转移给他，因为它从不会有任何自私的想法，它喜欢接受尼尔高兴时下的命令。
与此同时，外星人完成他们的评估，得出地球毫无价值的结论。他们认为贪婪罪恶的行为非常严重，而体贴人的行径少得可怜。因此，他们决定毁灭地球，但在此之前丹尼斯要让能力来源毁灭。丹尼斯让冲向地球的激光束反弹回外星人的飞船，杀死所有的外星人并摧毁银河超能力。没有了超能力的尼尔满是自信和兴奋，被凯瑟琳约了出去。

## 演员
- 西蒙·佩吉 饰 尼尔·克拉克（Neil Clarke）[6]
- 凯特·贝金赛尔 饰 凯瑟琳·韦斯特（Catherine West）[6]
- 桑吉夫·巴哈斯卡（英语：Sanjeev Bhaskar） 饰 雷[6]
- 罗伯·里戈尔 饰 格兰特·科切夫上校（Colonel Grant Kotchev）[6]
- 埃迪·伊扎德 饰 校长罗宾逊先生（Mr Robinson）[6]
- 乔安娜·拉姆利 饰 费内拉（Fenella）[6]
- 特里·琼斯 饰 科学家外星人/卡车司机[6]
- 约翰·克里斯 饰 首席外星人[6]
- 特里·吉列姆 饰 坏蛋外星人[6]
- 埃里克·艾德尔 饰 萨鲁布瑞斯·盖特（Salubrious Gat）[7]
- 迈克尔·帕林 饰 友善外星人[6]
- 罗宾·威廉姆斯 饰 狗狗丹尼斯（Dennis the Dog）[6]
- 罗伯特·巴瑟斯特 饰 詹姆斯·克利夫利尔（James Cleverill）
- 艾玛·皮尔森（英语：Emma Pierson） 饰 多萝西·普林格尔小姐（Miss Dorothy Pringle）
- 梅拉·沙尔（英语：Meera Syal） 饰 费安娜·布莱克威尔（Fiona Blackwell）

## 制作

### 开发
2014年3月，特里·琼斯接受《帝国》杂志采访时透露了影片的剧情。他表示，影片讲的是一位失意的中学老师尼尔获得了能做任何想做之事的能力。直到他只从学校别的地方听说爆炸的事，发现10C班被毁后，告诉同事“我让一艘外星飞船击中10C班，将所有人都汽化了”，才意识到这一点。
特里将影片的灵感归功于赫伯特·乔治·威尔斯的作品《制造奇迹的人》，但表示影片“被改得面目全非”。他还解释称影片的剧本已经出现20年了：“我真的把它当成自己的孩子。但剧本是我和加文·斯科特一起写的，一写就是20年。后来麦克·麦达沃伊（Mike Medavoy）给我打电话，我们压抽屉底的是什么剧本。所以我把《Absolutely Everything》拿了出来——这当然不是字面上“万事可行”的那个意思——我们都是那种人。”他还谈到狗狗丹尼斯一角：“我认为他会抢尽风头。我们拿着一只非常温顺优秀的真狗，叫Mojo，但会用CGI技术。西蒙·佩吉是一个狗迷，他和Mojo很默契。道格拉斯·亚当斯死前曾看过剧本，表示丹尼斯的场面最有趣。”谈到外星人角色的设计时，他表示：“詹姆斯·艾奇逊（James Acheson）负责服装，他制造各种各样的外星人体态，非常好。外星人有个背景故事，他们拦截了正飞离太阳系，进入星系际空间的旅行者号飞船——好吧，这不是真的星系际空间，但反正我们就假装它是——他们说他们要去随机造访一个地球行星，给他们超能力。他们选了尼尔。”

### 选角
2010年9月14日，影片首次公布，同时宣布的还有约翰·奥利弗、罗宾·威廉姆斯、约翰·克里斯、迈克尔·帕林和特里·吉列姆等剧组成员，而埃迪·伊扎德和他的派森搭档们则于2014年2月20日宣布加盟。2012年1月，据宣布影片于2012年春开拍。2013年12月11日，西蒙·佩吉入选为主角尼尔·克拉克的扮演者 。2014年2月26日，凯特·贝金赛尔加盟剧组。2014年3月19日，罗伯·里戈尔加入。

### 摄制
影片于2014年3月24日开拍，5月12日杀青。导演琼斯表示：“影片在伦敦拍了六个星期。我们接管了离我不远的香雪巷（Hornsey Lane）一家荒废的学校。我们在那儿搭了个摄影棚，把它用作基地。之后，我们拍了伯爵宫的内景。”3月28日，狮门英国宣布将在英国发行影片。

## 音乐
澳大利亚歌手凯莉·米洛为原声带录制并发行宣传单曲《Absolutely Anything and Anything At All》。音乐录影带于米洛的官方YouTube频道发布。

## 发行
首批剧照于2014年10月30日公布，而正式版预告片则于2015年5月4日亮相。
影片于2015年8月14日由狮门英国在英国发行，并于5月28日和10月2日分别在香港和台湾上映。内地定档2016年9月9日上映。

## 评价
在烂番茄上，影片获得了基于33条评论打出的15%的新鲜度，平均分3.3分（满分10分）。Metacritic从主流评论家的评论中，按照100分满分的原则，根据6条评论给影片打出34的加权平均分，表示“普遍差评”。《卫报》作家彼得·布拉德肖（Peter Bradshaw）给予影片1星（满分5星，下同）的评价，称“廉价、惨淡的科幻喜剧。虽然有炙手可热的演员、有特里·琼斯的导演、有派森家族客串令人毛骨悚然的外星生物，但是这部预算低的英国电影只是一部郁闷的、次道格拉斯·亚当斯科幻喜剧，看上去像是剧本令人沮丧，制作价值廉价且平淡的平庸儿童电视节目。大量人才聚集在此，可悲的是，这是条死胡同。”《The List》的詹姆斯·莫特拉姆（James Mottram）也给予影片1星，并表示：“西蒙·佩吉和凯特·贝金赛尔领衔了一部可怕的特里·琼斯科幻喜剧片。如果这算是派森最后一部荧屏合作作品，是非常沮丧的。”